# 分歧者3：赤誠者
《分歧者3：赤誠者》（又簡稱作）是一部於2016年上映的美國科幻、冒險動作片，由勞勃·史溫凱執導，諾亞·奧本海姆、亞當·庫柏與比爾·克爾吉編劇。改編自薇若妮卡·羅斯的小說《赤誠者》，為2015年電影《分歧者2：叛亂者》的續集，「分歧者系列電影」的第三部。為道格拉斯·威克、波亞·夏巴茲安和露西·費雪監製，頂峰娛樂負責發行。由雪琳·伍德莉、席歐·詹姆斯、奧塔薇亞·史班森、雷·史蒂文森、柔伊·克拉維茲、麥爾斯·泰勒、安塞爾·埃爾格特、Maggie Q、娜歐蜜·華茲、傑夫·丹尼爾與比爾·史柯斯嘉主演。
電影2016年3月18日在美國上映。

## 劇情
故事敘述繼《叛亂者》的動亂後，權力由無派別領導人伊芙琳（娜歐蜜·華茲 飾演）掌控，成為繼珍寧（凱特·溫斯蕾 飾演）的第二個獨裁政權，開始藉由人民的意志除掉曾為博學派做事的人。翠絲（雪琳·伍德莉 飾演）得知了創始者的訊息後，便決定要前往牆外的世界，在救了即將被判刑的迦勒（安塞爾·埃爾葛特 飾演）後，他們和四號（提奧·詹姆斯 飾演）、克莉絲汀娜（佐伊·克拉维茨 飾演）、彼得（麥爾斯·泰勒 飾演）以及多麗（Maggie Q 飾演）一行人便穿戴著裝備逃離芝加哥的圍牆，然而多麗卻不幸中槍身亡。
在圍牆的另一邊，是遭放射線污染的有毒荒漠，他們一行人被伊芙琳的手下艾德格（瓊尼·威斯頓 飾演）追殺的走投無路時，突然一道透明的牆打開了，一隊身穿紅衣的軍隊擊退了艾德格，並護送他們到名為基因改造局的超高科技園區。基因改造局的局長大衛（傑夫·丹尼爾 飾演）告訴他們芝加哥不過是一場實驗，為的是要從「缺陷者」（Damaged）中，提煉出像翠絲這樣的百分之百的分歧者，也就是「純淨者」（Purer），以淨化人類的基因。透過記憶卡，翠絲也發現了原來她的母親是從基因改造局進入實驗的自願者。迦勒透過監控室看到了自稱「赤誠者」的友好派領導人喬安娜（奧塔薇亞·史班森 飾演），帶領了一隊人馬對抗伊芙琳。同時，發現基因改造局拐走邊境地區的孩童，並注射記憶血清消除他們記憶，四號在知道這件事情後，想要找翠絲一起回去拯救芝加哥，翠絲卻相信大衛可以解決這場紛爭，便自願與他一同前往委員會而拒絕了四號。直到在委員會上，翠絲才發現大衛一直都在騙她，於是她與克莉絲汀娜、迦勒搭乘大衛的私人飛船前往芝加哥救四號。
彼得受到大衛慫恿而回到芝加哥送了記憶血清給伊芙琳，當記憶血清開始發送時，伊芙琳在四號的勸說下才答應停手，但為時已晚。最後在翠絲與迦勒聯手合作之下，破壞了通風口的門閥，才停止記憶血清繼續擴散。恢復和平後，翠絲透過屏幕告訴芝加哥的人們關於牆外的世界以及實驗的事情，並且宣告對他們而言，芝加哥並非一場實驗，而是他們的家園。迦勒在信息結束時引爆了炸藥，撕裂了一個穿過透明牆的巨大洞口，並顯露出看到彼此的出入口。然後，他們在遠處凝望著基因改造局，而大衛則經由他的機器站在翠絲的後面。

## 演員
| 演員            | 角色                                         |
| 雪琳·伍德莉     | 碧翠絲·「翠絲」·普里爾 Beatrice "Tris" Prior |
| 席歐·詹姆斯     | 托比亞·「四號」·伊頓 Tobias "Four" Eaton     |
| 娜歐蜜·華茲     | 伊芙琳·喬韓森·伊頓 Evelyn Johnson-Eaton      |
| 傑夫·丹尼爾     | 大衛 David                                   |
| 奧塔薇亞·史班森 | 喬安娜·萊斯 Johanna Reyes                    |
| 柔伊·克拉維茲   | 克莉絲汀娜 Christina                         |
| 安塞爾·埃爾格特 | 迦勒·普里爾 Caleb Prior                      |
| 麥爾斯·泰勒     | 彼得·海斯 Peter Hayes                        |
| Maggie Q        | 多麗·吳 Tori Wu                              |
| 雷·史蒂文森     | 馬可斯·伊頓 Marcus Eaton                     |
| 基南·隆斯戴爾   | 烏利亞·帕杜雷德 Uriah Pedrad                 |
| 比爾·史柯斯嘉   | 馬修 Matthew                                 |
| 娜迪婭·希爾克   | 朱厄妮塔／妮塔 Juanita "Nita"                |
| 瓊尼·威斯頓     | 艾德加 Edgar                                 |

## 製作
電影於2015年5月18日在喬治亞州的亞特蘭大開拍。從6月11日至6月23日，拍攝地包括了林戴爾地區的工廠。

## 發行

### 評價
《分歧者3：赤誠者》獲得了多為負面的評價。爛番茄評級12%，Metacritic得分33；主要被專業影評人認為雖然本片比前作《叛亂者》好一些，但其故事份量仍不足（僅為原作小說《赤誠者》的一部分，剩下的部分計畫在續作《超越者》中演出），使得被拉長的該系列越來越使人厭倦。

### 票房
電影在法國、義大利、比利時、荷蘭和瑞典等45個國家搶先美國上映，其首映週末獲得2520萬美元的票房。美國首週票房收入為2905萬美元，為系列成績最低。
中国大陆累计1.21亿人民币。

## 續集
該系列的最後一部電影，《分歧者4：超越者》（The Divergent Series: Ascendant）宣布計畫將在2017年3月24日在美國推出。後來改為2017年6月9日上映。史溫凱退出執導，導演改為李·托蘭德·克萊格。
2016年7月，據報導，因《赤誠者》票房表現不佳，使得《分歧者4：超越者》改以電視電影發行，並推出衍生電視劇。伍德莉表示，如果改成電視劇她就辭演，後來她真的在2017年2月正式退出。電視電影胎死腹中後，2018年12月時Starz也宣布，因為一眾主演和電視台高層對電視劇版不感興趣，他們不會再推動企劃。

## 書籍
| 出版日期 | 書名              | 作者           | 譯者 | 出版社 | ISBN               |
| -------- | ----------------- | -------------- | ---- | ------ | ------------------ |
| 2014年   | 《分歧者3赤誠者》 | 薇若妮卡．羅斯 | 林零 | 高寶   | ISBN 9789861859897 |

## 備註
1. ↑  原本官方暫定名為《分歧者3：赤誠者 I》（The Divergent Series: Allegiant – Part 1）。
2. ↑  原本官方暫定名為《分歧者3：赤誠者 II》（The Divergent Series: Allegiant – Part 2）。

## 外部連結
- 互联网电影数据库（IMDb）上《分歧者3：赤誠者》的资料（英文）
- Box Office Mojo上《分歧者3：赤誠者》的資料（英文）
- 爛番茄上《分歧者3：赤誠者》的資料（英文）
- AllMovie上《分歧者3：赤誠者》的资料（英文）
- Metacritic上《分歧者3：赤誠者》的資料（英文）
- Yahoo奇摩電影上《分歧者3：赤誠者》的資料（繁體中文）
- 開眼電影網上《分歧者3：赤誠者》的資料（繁體中文）
- 时光网上《分歧者3：赤誠者》的資料（简体中文）
- 豆瓣电影上《分歧者3：赤誠者》的資料 （简体中文）